# ピーター・ヒルズ
ピーター・ヒルズ(Peter Hills､1958年11月3日 - )は、オーストラリアのレーシングドライバー。

## 経歴
ヒルズは、主にツーリングカーレースで活躍しており、オーストラリアの耐久レースの一つトゥーヘイヤズ1000に1992年より参戦し、1994年度より開催された、オーストラリア・スーパーツーリング選手権に同年から参戦。フォード・シエラをドライブする。1997年より、フォード・モンデオにマシンをチェンジし、1999年には、ランキング5位翌年4位と好成績を残す。2001年には、自身初のドライバータイトルを獲得。シリーズ消滅となった2002年もアラン・ガーに敗れたものの、シリーズ2位を獲得している。2019年現在もオーストラリアの耐久レースやスポーツカーレースで活躍している。